# Charlotte Moorman
Madeline Charlotte Moorman Garside (18 novembre 1933 - 8 novembre 1991) est une violoncelliste américaine et une artiste liée au mouvement Fluxus connue pour ses performances,,.

## Biographie
Madeline Charlotte Moorman est née le 18 novembre 1933 à Little Rock, Arkansas. À l'âge de dix ans, elle commence à étudier le violoncelle.  Après avoir obtenu son diplôme de l'école secondaire Little Rock High School en 1951, elle obtient une bourse d'études en musique pour intégrer le Centenary College à Shreveport, en Louisiane. Elle y obtient son baccalauréat en musique en 1955. Elle obtient ensuite une maîtrise ès arts de l'Université du Texas à Austin et poursuit des études supérieures à la Juilliard School en 1957 où elle obtient sa maîtrise en violoncelle.

## Carrière
Après ses études à Juilliard, Moorman commence une carrière de violoncelliste de concert classique et rejoint l'American Symphony Orchestra. De 1958 à 1963, elle est également membre des Boccerini Players de Jacob Glick. Cependant, elle est rapidement attirée par la scène plus expérimentale de la performance artistique des années 1960 par l'intermédiaire de sa colocataire et amie Yoko Ono.  Interrogée sur la façon dont elle s'était intéressée à l'avant-garde, Mme Moorman a dit qu'un jour elle s'était lassée d'un morceau de violoncelle de Kabalevsky et que quelqu'un lui avait suggéré de jouer "26 minutes, 1,1499 secondes pour un joueur de cordes" de John Cage, qui exige, entre autres choses, de préparer et de manger des champignons.
Elle s'est ensuite liée d'amitié avec de nombreux artistes dont Nam June Paik, Yoko Ono, John Cage, Wolf Vostell, Joseph Beuys, Joseph Byrd, Carolee Schneemann et Jim McWilliams. Ce qui l'a amenée à s'impliquer peu à peu dans le mouvement Fluxus et la performance d'avant-garde.  Par la suite, elle a travaillé en étroite collaboration avec plusieurs de ses protagonistes pour interpréter des partitions énigmatiques écrites dans l'esprit de Fluxus. En 1966, Beuys, alors associé à Fluxus, crée son œuvre Infiltration Homogen, un violoncelle recouvert de feutre, en son honneur.  Cependant, Charlotte Moorman, comme beaucoup d'autres artistes féminines, dont son amie Carolee Schneemann, a été "blacklisté" par l'organisateur de Fluxus George Maciunas pour des raisons qui restent obscures.

## Festival annuel d'Avant-garde de New York
En 1963, Charlotte Moorman fonde le festival annuel d'Avant-garde de New York, qui présente la musique expérimentale du groupe Fluxus et des performances aux côtés de l'art cinétique et de la vidéo. Malgré son nom le festival n'a pas eu lieu chaque année, il y eut quinze festivals de 1963 à 1980. De plus, ceux-ci ont souvent été organisés dans des endroits uniques comme le Shea Stadium, la Grand Central Station, le World Trade Center et le Staten Island Ferry.
En plus d'être une interprète vedette de pièces d'avant-garde, elle a été une porte-parole et une négociatrice pour l'art d'avant-garde, amenant les administrations de New York et d'autres grandes villes à coopérer et à fournir des installations pour des performances controversées et difficiles. Les années du Festival d'Avant-garde marquent une période de compréhension sans précédent et de bonnes relations entre les artistes et les autorités locales. Son ami et artiste Jim McWilliams a créé pour elle de nombreuses pièces mémorables présentées pendant les différents festivals à New York, dont Sky Kiss, où elle a été suspendue à des ballons gonflés à l'hélium pour le sixième Festival d'Avant-garde, et nourrie par intraveineuse pour l'édition 1973.

## Collaboration avec Nam June Paik
Pour le deuxième festival d'avant-garde, Charlotte Moorman réussit à convaincre Karlheinz Stockhausen de remettre en scène sa pièce originale en utilisant son collaborateur original Nam June Paik. Cette rencontre marque le début d'une collaboration de plusieurs décennies entre Moorman et Paik, au cours de laquelle ils ont fusionné sculpture, performance, musique et art. De plus, Paik a créé de nombreuses œuvres spécialement pour Moorman, dont le soutien gorge-télévision pour une sculpture vivante (1969) et le violoncelle-télévision (1971).
Le 9 février 1967, Moorman a acquis une notoriété considérable pour son interprétation de l'Opéra Sextronique de Paik à la Cinémathèque Film-Makers de New York. Pour cette performance, Moorman devait jouer de son violoncelle dans différents états de nudité. Dans le programme de la représentation, Paik écrit : "La purge du sexe sous prétexte d'être "sérieuse" sape justement le prétendu "sérieux" de la musique comme art classique, au même titre que la littérature et la peinture". Lors du premier mouvement, Moorman joue Elégie du compositeur français Jules Massenet dans le noir en portant un bikini qui clignote. Pour le deuxième mouvement, elle joue International Lullaby de Max Mathews en jupe noire, mais seins nus, et est arrêtée à mi-parcours par trois policiers en civil. Elle ne pourra pas revenir pour exécuter les deux derniers mouvements de l'œuvre. À la suite de l'Opéra Sextronique, Moorman est accusée d'attentat à la pudeur, mais sa peine est suspendue et par la suite elle acquiert une renommée nationale en tant que "violoncelliste topless". Elle sera  également renvoyée de l'American Symphony Orchestra. Pour son procès, Moorman et Paik ont rejoué et filmé les deux premiers mouvements de l'Opéra Sextronique avec le cinéaste Jud Yalkut, mais la projection du film ne sera pas autorisée par la cour.
Pour la 9e édition du festival annuel d'Avant-garde de New York en 1972, Moorman a interprété A Water Cello pour Charlotte Moorman de Jim McWilliam au South Street Seaport à New York.
D'autres collaborations avec Paik ont porté davantage sur l'humanisation de la technologie et moins sur la sexualisation de la musique. Par exemple, des œuvres comme le soutien gorge-télévision pour une sculpture vivante (1969), dans laquelle deux petits téléviseurs sont attachés aux seins nus de Moorman pendant qu'elle joue du violoncelle.
Après la mort de Charlotte Moorman, Paik réalise un film intitulé Topless Cellist (1995) sur sa vie et ses performances.
En 2001, la bibliothèque de l'Université Northwestern a acquis ses archives. Une partie des photographies, partitions, accessoires et costumes des archives sont exposés au Mary and Leigh Block Museum of Art (en) et à la Grey Art Gallery en 2016 et au Museum der Moderne Salzburg début 2017,.